# 짐 내시 (야구인)
제임스 에드윈 내시(영어: James Edwin Nash, 1945년 2월 9일~)은 미국의 프로 야구 선수로, 메이저 리그 베이스볼(MLB)에서 투수로 뛰었다. 1966년부터 1972년까지 캔자스시티/오클랜드 애슬레틱스, 애틀랜타 브레이브스, 필라델피아 필리스를 거쳤다.
자유계약선수 신분으로 캔자스시티 애슬레틱스와 계약을 맺었고, 1966년 7월 3일 디트로이트 타이거스전에서 메이저 리그에 데뷔했다. 루키 시즌이었던 1966년, 캔자스시티의 어린 투수진 중의 한 명으로 127이닝 동안 12승 1패, 평균자책점 2.06을 기록했다. 그해 아메리칸 리그 올해의 신인상 투표에서 2표밖에 받지 못했고, 수상의 기회는 토미 에이지에게 돌아갔다.
1967년 3월 13일, 《스포츠 일러스트레이티드》의 표지 모델로 등장했고, 촉망받는 투수 캣피시 헌터와 블루 문 오돔와 함께 기사에 실렸다. 하지만 이후 어깨 통증과 싸우며 데뷔 초반의 모습을 더 이상 보여주지 못했고, 통산 성적은 1,107+1⁄3이닝 동안 68승 64패, 평균자책점 3.58, 441자책점 1,050피안타를 기록했다.